# شورة دل
شورة دل هي قرية في مقاطعة سراب، إيران. عدد سكان هذه القرية هو 338 في سنة 2006.